# Hensy Muñoz
Hensy Muñoz (ur. 26 stycznia 1983) – kubański piłkarz występujący na pozycji pomocnika.

## Kariera klubowa
W 2001 roku Muñoz rozpoczął grę w zespole Ciudad de La Habana.

## Kariera reprezentacyjna
W reprezentacji Kuby Muñoz zadebiutował w 2003 roku. W 2005 roku został powołany do kadry na Złoty Puchar CONCACAF. Zagrał na nim w meczach z Kostaryką (1:3) i Kanadą (1:2), a Kuba odpadła z turnieju po fazie grupowej.